# Harisandra, Ramanagara
Harisandra là một làng thuộc tehsil Ramanagara, huyện Ramanagara, bang Karnataka, Ấn Độ.